# 熊本県道54号人吉インター線
熊本県道54号人吉インター線（くまもとけんどう54ごう ひとよしインターせん）は、熊本県人吉市を通る県道（主要地方道）である。

## 概要
人吉市鬼木町から人吉市五日町に至る。

### 路線データ
- 起点：熊本県人吉市鬼木町（九州自動車道 人吉IC）
- 終点：熊本県人吉市五日町（五日町交差点、国道445号交点）

## 歴史
- 1993年（平成5年）5月11日 - 建設省から、県道相良人吉線の一部が人吉インター線として主要地方道に指定される[1]。
- 1994年（平成6年） - 上記告示に基づき路線認定。

## 路線状況

### 道路施設

#### 橋梁
- 上鬼木橋（鬼木川、人吉市）
- 鬼木川橋（鬼木川、人吉市）

## 地理

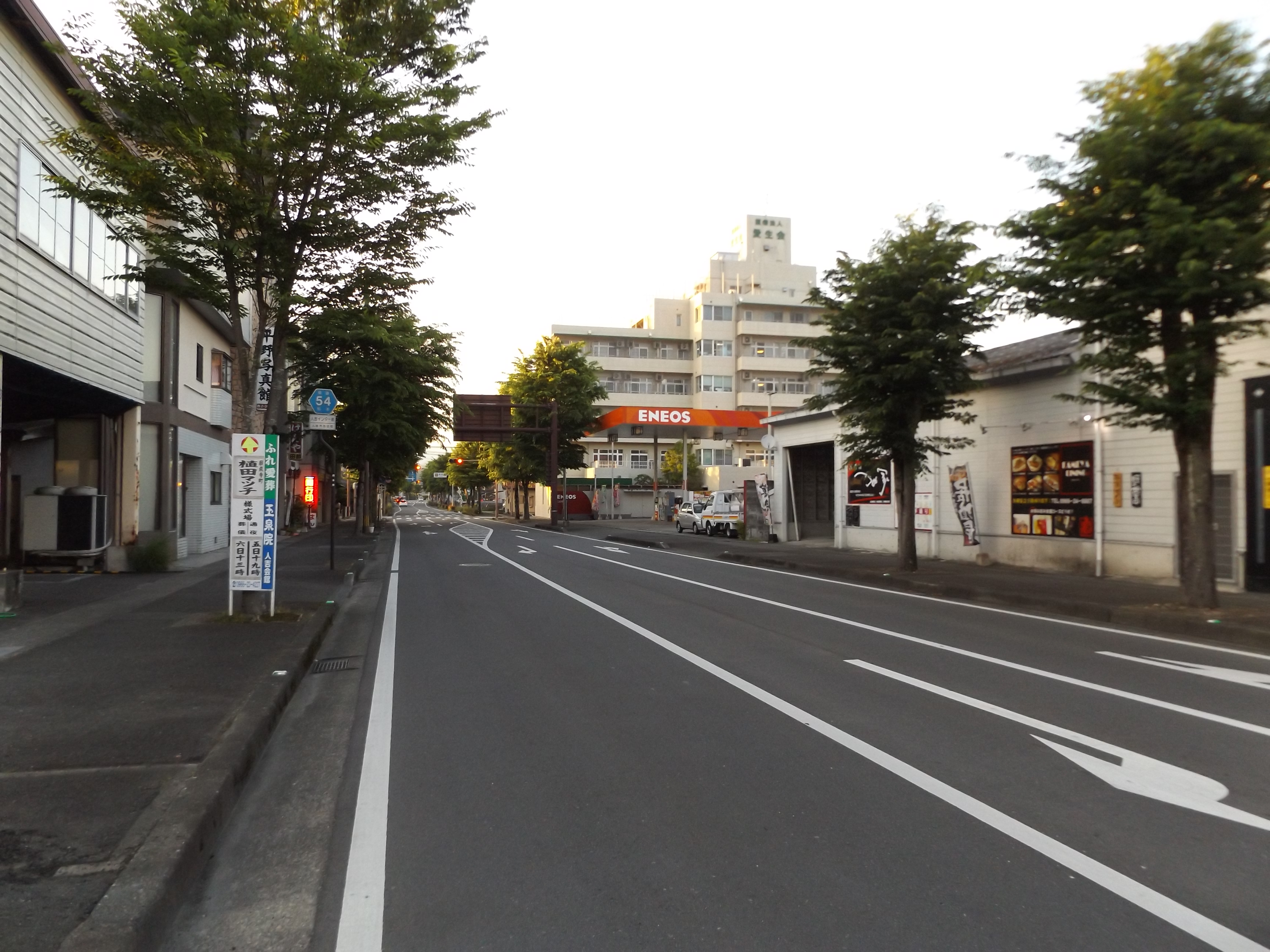
五日町（終点付近）

### 通過する自治体
- 人吉市

### 交差する道路
| E3 九州自動車道         | 鬼木町 | 19 人吉IC / 起点    |
| 熊本県道162号相良人吉線 | 鬼木町 |                     |
| 国道445号               | 五日町 | 五日町交差点 / 終点 |

### 交差する鉄道
- くま川鉄道湯前線
- 肥薩線

### 沿線
- 熊本県立人吉高等学校（起点付近）
- 球磨川